# ماشین رقص (فیلم)
«ماشین رقص» (انگلیسی: Dancing Machine) یک فیلم به کارگردانی ژیل بیا است که در سال ۱۹۹۰ منتشر شد. آلن دلون از بازیگران این فیلم بوده‌است.